# Трубчевка
Трубчевка (рос. Трубчёвка) — присілок у Большереченському районі Омської області Російської Федерації.
Орган місцевого самоврядування — Старокарасуцьке сільське поселення. Населення становить 119 осіб.

## Історія
Згідно із законом від 30 липня 2004 року органом місцевого самоврядування є Старокарасуцьке сільське поселення.

## Населення
| 1926 | 2002 | 2010 |
| ---- | ---- | ---- |
| 502  | ↘145 | ↘119 |